# Yushugou (ort i Kina, Hebei Sheng, lat 40,54, long 119,17)
Yushugou (kinesiska: 榆树沟) är en ort i Kina. Den ligger i provinsen Hebei, i den norra delen av landet, omkring 250 kilometer öster om huvudstaden Peking. Antalet invånare är 4 856. Befolkningen består av 2 205 kvinnor och 2 651 män. Barn under 15 år utgör 11,0 %, vuxna 15-64 år 79 %, och äldre över 65 år 8,0 %.
Runt Yushugou är det ganska tätbefolkat, med 134 invånare per kvadratkilometer. Det finns inga andra samhällen i närheten. Trakten runt Yushugou består i huvudsak av gräsmarker.
Genomsnittlig årsnederbörd är 907 millimeter. Den regnigaste månaden är juli, med i genomsnitt 230 mm nederbörd, och den torraste är januari, med 2 mm nederbörd.